# Triplophysa labiata
Triplophysa labiata és una espècie de peix de la família dels balitòrids i de l'ordre dels cipriniformes.

## Morfologia
Els mascles poden assolir els 23 cm de longitud total.

## Distribució geogràfica
Es troba al Kazakhstan i la Xina.